# Misaki Iwasa
Misaki Iwasa (岩佐美咲, Iwasa Misaki, née le 30 janvier 1995 à Nagareyama, dans la préfecture de Chiba, au Japon) est une chanteuse et idole japonaise, ex-membre du groupe de J-pop AKB48. Elle poursuit une carrière de chanteuse d'enka depuis 2011.

## Carrière
Elle est sélectionnée en 2009 et rejoint la team A d'AKB48 en juillet 2010 comme membre de la 7e génération.
Elle rejoint en parallèle le groupe Watarirōka Hashiritai 7 en 2010.
Elle commence également une carrière solo chez le label Tokuma Japan Communications en tant que chanteuse enka en 2011 et sort en février 2012 son premier single Mujun Eki (numéro 5 des ventes Oricon). Elle remporte le prix du Meilleur Espoir au Japan Yusen Award.
En 2012, lors du concert AKB48 in TOKYO DOME ~1830m no Yume-, il est annoncé qu'elle déplacée dans la Team B. Enfin, en mars 2014, nouveau changement, Misaki passe cette fois-ci dans la Team K.
Son troisième single Tomo no Ura Bojō, sorti en janvier 2014 atteint la 1re place du classement hebdomadaire des ventes de l'Oricon et s'y maintient pendant vingt-deux semaines.
Misaki Iwasa annonce sa remise de diplôme du groupe au cours de son 1er concert solo le 30 janvier 2016 au Asakusa Public Hall de Tokyo ; cet événement célébrait aussi son 21e anniversaire. Ayant une carrière solo en tant que chanteuse de enka, elle précise poursuivre cette carrière après son départ du groupe. Elle quitte officiellement le groupe en  mars 2016.
En juillet 2016, Iwasa fait une apparition lors d'un concert tenu à Japan Expo 2016 à Villepinte en France pour présenter le enka et la musique traditionnelle japonaise aux étrangers.
La carrière de Misaki se concrétise plus avec la sortie de son premier album studio en novembre 2016.
Elle revient en France pour le Japan Expo Sud à Marseille, du 24 au 26 février 2017, toujours en présentant le enka, trois jours durant (en backstage, grande scène), s'illustre vocalement le 25 février lors de la reprise de trois chansons de mangas des plus célèbres et rappelle son profond respect pour son ancien groupe AKB48 avec lequel, elle explique encore travailler tout en priorisant sa carrière de chanteuse enka. Elle passera quelques jours plus tard sur Paris, accompagnée des mêmes chanteurs vedettes du Japan Expo Sud, à savoir UMI☆KUUN et le groupe R&B ILU GRACE.

## Discographie

### Albums
Albums studio
1. 30 novembre 2016 – Misaki Meguri ~Dai 1 Shō~ (美咲めぐり~第1章~?) (numéro 31 à l'Oricon)
2. 6 novembre 2019 – Misaki Meguri ~Dai 2 Shō~ (美咲めぐり~第2章~?) (numéro 62 à l'Oricon)
3. 4 octobre 2023 : Misaki Meguri ~Dai 3 Shō~ (美咲めぐり~第3章~?)

Reprises
1. 11 juin 2013 – Request Covers (リクエスト・カバーズ?) (numéro 9 à l'Oricon)

### Singles
1. 1er février 2012 – Mujin Eki (無人駅?) (numéro 5 à l'Oricon)
2. 9 janvier 2013 – Moshimo Watashi ga Sora ni Sundeitara (もしも私が空に住んでいたら?) (numéro 5 à l'Oricon)
3. 8 janvier 2014 – Tomo no Ura Bojō (鞆の浦慕情?) (numéro 1 à l'Oricon)
4. 29 avril 2015 – Hatsuzake (初酒?) (numéro 13 à l'Oricon)
5. 6 janvier 2016 – Gomen ne Tokyo (ごめんね東京?) (numéro 6 à l'Oricon)
6. 17 janvier 2017 – Saba Kaidō (鯖街道?) (numéro 10 à l'Oricon)
7. 27 février 2018 – Sado no Ondeko (佐渡の鬼太鼓?)
8. 13 février 2019 - Koi no Owari Sangenjaya (恋の終わり三軒茶屋?) (numéro 16 à l'Oricon)
9. 22 avril 2020 - Migite to Hidarite no Blues (右手と左手のブルース?) (numéro 13 à l'Oricon)
10. 6 octobre 2021 - Akira (アキラ?) (numéro 13 à l'Oricon)